# Karl Emmanuel 4. af Sardinien-Piemont
Karl Emmanuel 4. af Sardinien-Piemont (italiensk: Carlo Emanuele Ferdinando Maria di Savoia) (født 24. maj 1751 på Kongeslottet i Torino, Piemonte, Italien, død 6. oktober 1819 på Palazzo Colonna, Rom, dengang Kirkestaten, nu Italien) var konge af Sardinien fra 1796 til 1802. Han abdicerede til fordel for sine yngre brødre. 

## Forfædre
Karl Emmanuel 4. var den ældste søn af kong Viktor Amadeus 3. af Sardinien-Piemont og Maria Antonia af Spanien.
Han var barnebarn af kong Karl Emmanuel 3. af Sardinien-Piemont, kong Filip 5. af Spanien og Elisabeth Farnese samt oldesøn af Viktor Amadeus 2. af Sardinien-Piemont, Anne Marie af Bourbon-Orléans, kronprins Ludvig  af Frankrig (1661–1711) (Den Store Dauphin).
Karl Emmanuel 4. var også tipoldesøn af regerende hertug Karl Emanuel 2. af Savoyen, Philippe af Frankrig, Hertug af Orléans, Henriette af England, kong Ludvig 14. af Frankrig, Maria Theresia af Spanien (1638–1683), Ferdinand Maria, kurfurste af Bayern og kurfyrste Filip Vilhelm af Pfalz.

## Familie
Karl Emmanuel var gift med Marie Clotilde af Frankrig. 
Hun var datter af  Maria Josepha Carolina af Sachsen og kronprins Ludvig Ferdinand af Frankrig (1729–1765). Marie Clotilde var søster til kongerne Ludvig 16. af Frankrig Ludvig 18. af Frankrig og Karl 10. af Frankrig.
Marie Clotilde og Karl Emmanuel fik ingen børn.

## Konge under Revolutionskrigene
Under Revolutionskrigene erobrede Frankrig Nice den 29. september 1792. Den samme skæbne fik Savoyen. I maj 1796 afstår Sardinien formelt Nice og Savoyen til Frankrig, og den franske hær får ret til fri passage gennem Kongeriget Sardinien.
I 1798 bliver Karl Emmanuel 4. tvunget til at afstå sine resterende territorier (Piemonte mv.) på fastlandet. I 1798–1802 hørte teritorierne  under skriftende franske lydstater. Derefter blev de indlemmede i selve Frankrig.
Fra 1798 til 1814 består staten Sardinien kun af Øen Sardinien.
Karl Emmanuel 4. regerede Øen Sardinien i 1798–1802. I denne periode opholder han og hans gemalinde sig skiftevis på Sardinien og i Rom.
I marts 1802 dør dronning Marie Clotilde, og i juni samme år afstår Karl Emmanuel 4. tronen til en yngre bror. Derefter flytter han til Rom.

## Jakobittisk tronprætendent
Efter at Karl Emmanuel i 1802 havde abdiceret til fordel for sine yngre brødre, forlod han for stedse Sardinien. I resten af sit liv boede han i Kirkestaten, hvor han levede dels i Rom og dels i den nærliggende by Frascati.
Karl Emmanuel var overbevist katolik. I 1815 blev han novice hos jesuiterne.
Det sidste medlem af Huset Stuart var Henry Benedict Stuart (Henrik, titulær af hertug af York (1725–1807)). Henrik af York var også kardinal i den Romerskkatolske kirke. Henrik af York boede i Frascati. Under sit ophold i Frascati besøgte Karl Emmanuel ofte Henrik af York, der var hans slægtning. 
Henrik af York var søn af Jakob Edvard Stuart (The Old Pretender) og sønnesøn af Jakob 2. af England. Efter sin ældre brors død i 1788 blev Henrik af York jakobitternes tronprætendent, og kan antog navnet king Henry IX of England and Ireland, and I of Scotland.
Gennem sin tipoldemor Henriette Anne Stuart (søster til Jakob 2. af England (den sidste katolske konge på de britiske øer) og Karl 2. af England samt datter af Karl 1. af England) havde  Karl Emmanuel en fjern arveret til de britiske troner. 
Efter Henrik af Yorks død i 1807 blev den katolske Karl Emmanuel 4. tronprætendent for den katolsk orienterede Jakobitter, der anså ham for at være king Charles IV of England and Ireland, and Charles IV of Scotland (eller Teàrlach IV Stiùbhairt). 
Efter Karl Emmanuel 4.'s død i 1819 blev hans yngre bror Jakobitternes  tronprætendent. Derefter blev den ældste af broderens døtre tronprætendent.